# Red Island (Grenadinen)
Red Island war ursprünglich eine Insel der Grenadinen und Teil des Staates St. Vincent und die Grenadinen. Sie liegt unmittelbar vor der Ostspitze von Union Island und ist heute durch die Landebahn des Union Island Airport mit der großen Schwesterinsel verbunden. Im Norden rahmt sie die Point Lookout Bay.